# ホスホン酸
ホスホン酸（ホスホンさん、英: phosphonic acid）とは、リンのオキソ酸。あるいは、それを母化合物として一般式が R-P(=O)(OH)2（R は有機基）と表される一連の有機リン化合物の総称。

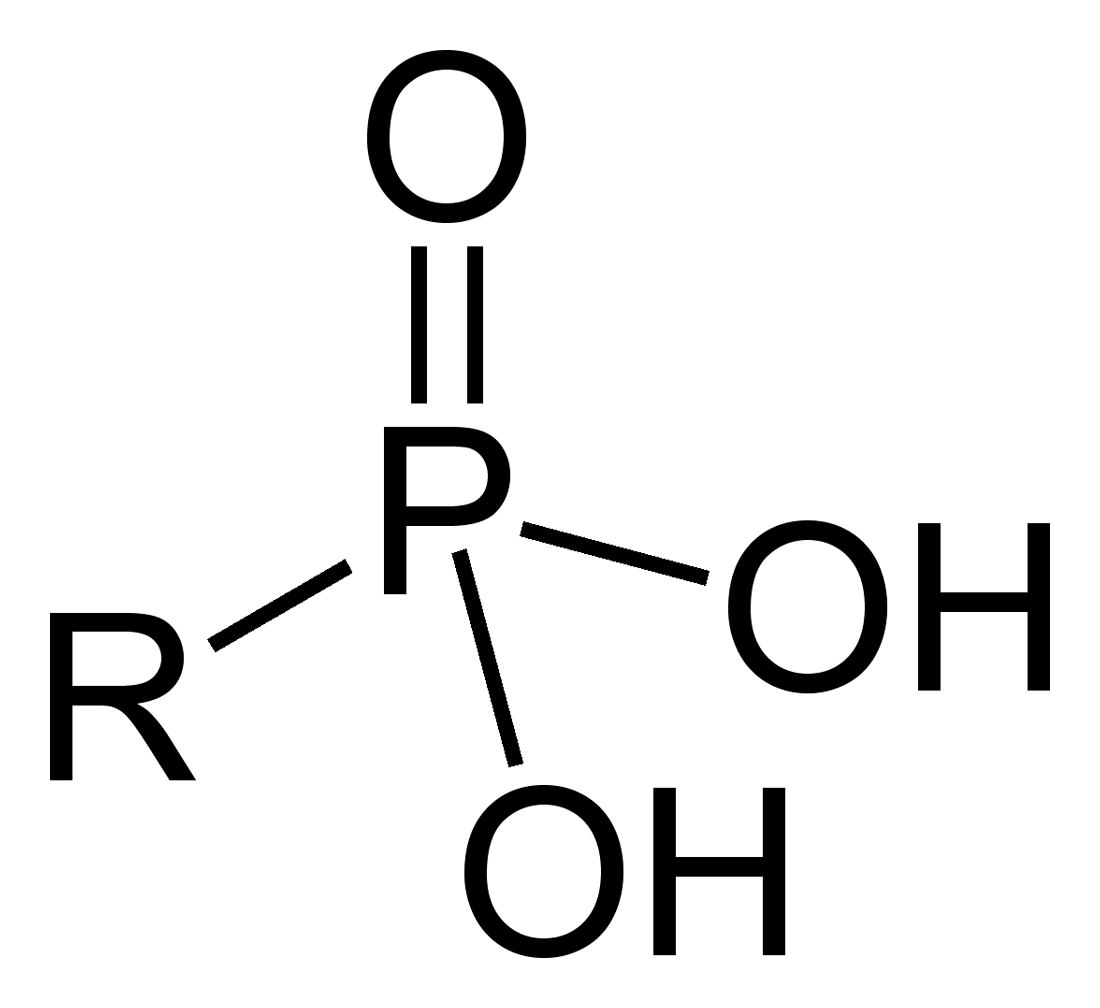
有機ホスホン酸の一般構造式

## 無機化合物

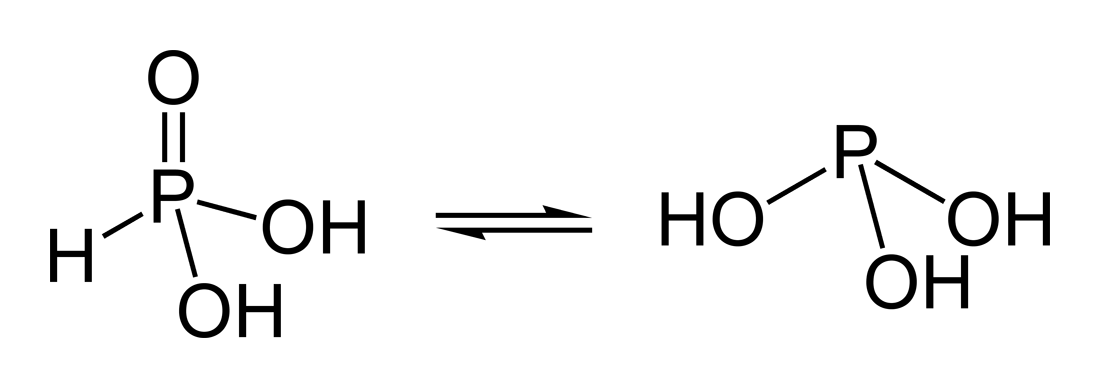
ホスホン酸（左）と亜リン酸（右）の間の互変異性

無機化合物のホスホン酸は、溶液中においては亜リン酸 (phosphorous acid, P(OH)3) との互変異性を示し、平衡混合物となっている。その平衡の中ではホスホン酸が優位に存在する。

## 有機化合物

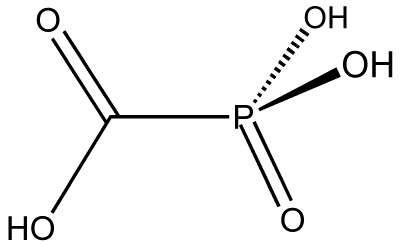
ホスカルネット

有機リン化学では、一般式が {\displaystyle {\ce {R-P(=O)(OH)2}}} と表される一連の化合物群をホスホン酸と呼ぶ。抗ウイルス薬のひとつ、ホスカルネット（英: foscarnet）は有機ホスホン酸の一例である。
P-アルキルホスホン酸のジエステル {\displaystyle {\ce {R-P(=O)(OR')2}}} はホーナー・エモンズ試薬とも呼ばれ、ホーナー・ワズワース・エモンズ反応の基質としてアルケンの原料となる。この試薬はハロゲン化アルキルと亜リン酸トリエステルからミカエリス・アルブーゾフ反応（下式）によって得ることができる。

## 利用
グリホサート、グルホシナートなどのホスホン酸構造を有するアミノ酸誘導体は除草剤として用いられる。また2個のホスホン酸構造を有するビスホスホネート（ビスホスホン酸化合物）は骨粗鬆症などの治療薬として用いられる。